# Lengkongjaya (Pamanukan)
Lengkongjaya is een bestuurslaag in het regentschap Subang van de provincie West-Java, Indonesië. Lengkongjaya telt 5962 inwoners (volkstelling 2010).